# Penicillaria dorsipuncta
Penicillaria dorsipuncta är en fjärilsart som beskrevs av George Francis Hampson 1912. Penicillaria dorsipuncta ingår i släktet Penicillaria och familjen nattflyn. Inga underarter finns listade i Catalogue of Life.